# Melchor Serrano de San Nicolás
Melchor Serrano de San Nicolás (Bádenas, 1738-Belchite, 1800) fue un religioso y profesor español.

## Biografía
Nació en Bádenas el 26 de abril de 1738. El 30 de noviembre de 1789 fue nombrado obispo de Arcén. Fallecido el 31 de diciembre de 1800 en Belchite, donde había acabado desterrado tras ser acusado de afrancesado, fue enterrado en 1801 en Zaragoza.
Fue profesor de las Escuelas Pías de Zaragoza y rector del Seminario de Valencia.